# Hall in Tirol

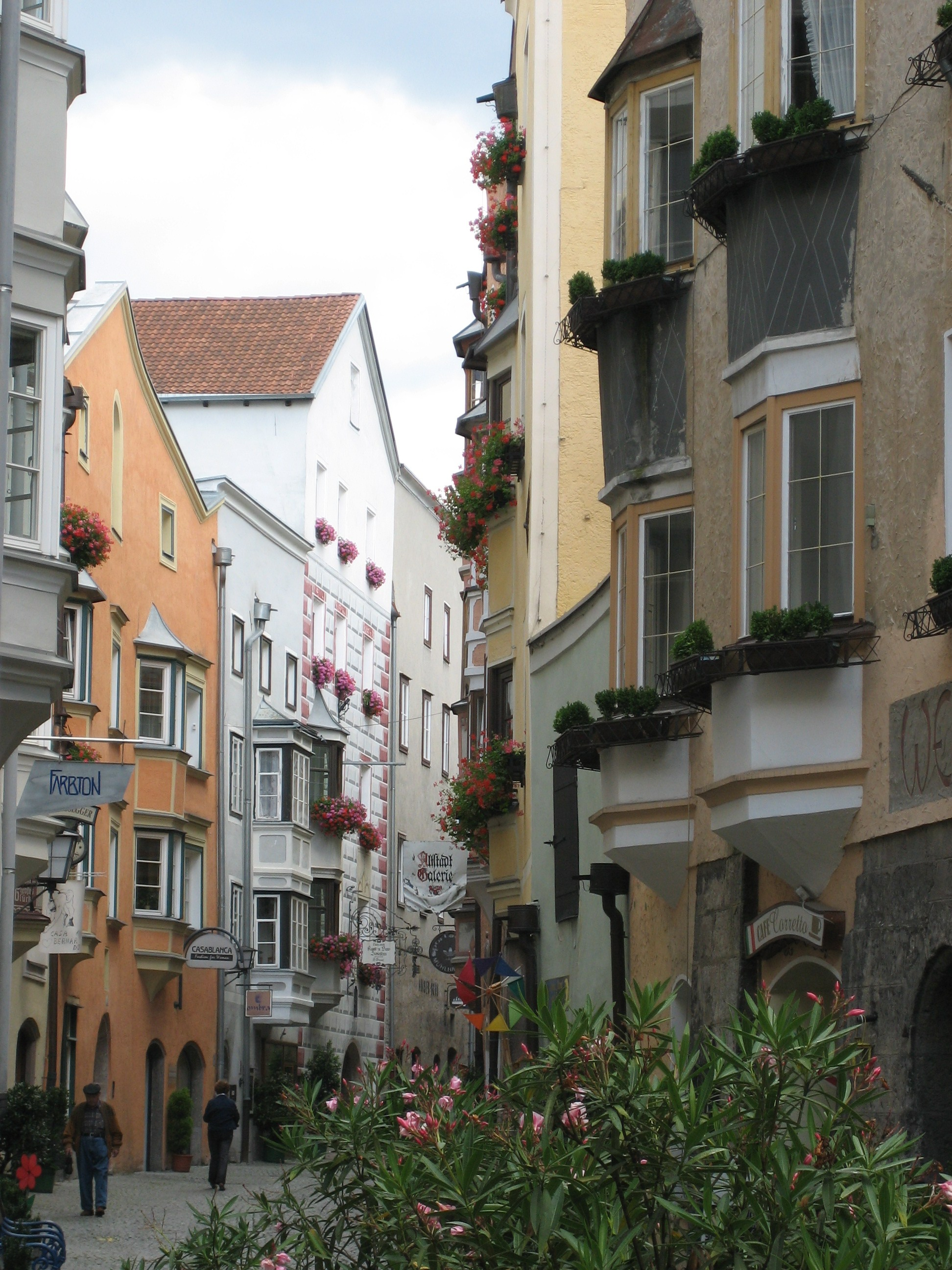
Una via centrale di Hall in Tirol

Hall in Tirol (dal 1938 al 1974 Solbad Hall) è un comune austriaco di 13 693 abitanti nel distretto di Innsbruck-Land, in Tirolo; ha lo status di città (Stadtgemeinde).

## Geografia fisica
Hall in Tirol è situata a circa 8 km a est di Innsbruck.

## Storia
Hall in Tirol è menzionata per la prima volta nel 1232 quale «salina in intal iuxta Tavr castrum» ("la salina nella valle dell'Inn vicino al castello di Thaur); il nome dell'insediamento appare in documenti per le prime volte nel 1256 e 1263 («ze Hall», "a Hall"). Dal XIII secolo la miniera di sale nella Halltal (una valle laterale dell'Inn) è il settore economico più importante della città e dei suoi dintorni. L'importanza del sale è anche indicato nello stemma della città: due leoni con un barile di sale. Il sale era esportato fino in Svizzera, nella Foresta Nera e nella regione del Reno. La legna per la miniera di sale era trasportata via fiume da gran parte del Tirolo fino a Hall. L'acqua salina doveva essere trasporta dalla Halltal alle vicinanze del fiume, utilizzando tubi di legno. Nel 1303 a Hall fu conferito il diritto civico e con ciò elevata a centro mercantile più importante del Tirolo settentrionale. Nel 1447 gran parte della città alta fu devastata da un incendio, che frenò lo sviluppo cittadino.
Nel 1477 l'arciduca Sigismondo d'Austria spostò la zecca da Merano a Hall, probabilmente perché Hall era meglio fortificata ed era più vicina alla miniera d'argento di Schwaz. Così proprio a Hall fu coniato il primo tallero (moneta d'argento di grande diametro). Anche nel XVI secolo la zecca di Hall risultò innovativa: fu adottata qui per la prima volta per la coniazione regolare con una pressa a rullo. La pressa a rullo fu esportata attraverso gli Asburgo di Spagna fino in America del Sud (Potosí). Nel museo delle monete ospitato nel castello di Hasegg è esposta un ricostruzione di quella macchina rivoluzionaria.
Nel XV e XVI secolo Hall era una tra le più importanti città dei domini degli Asburgo, tanto che si trova una veduta di Hall nel primo cortile di Palazzo Vecchio a Firenze, fatta in occasione del matrimonio di Francesco I de' Medici con Giovanna d'Austria, figlia di Ferdinando I d'Asburgo. Dal 1501 Hall era anche il luogo dove i pellegrini potevano ammirare una notevole collezione di reliquie donata dal cavaliere Florian Waldauf. Con l'apparizione dei primi predicatori luterani, Jacob Strauss e Urbanus Rhegiusdeclin, il culto delle reliquie fu interrotto; il pellegrinaggio riprese con la Controriforma.

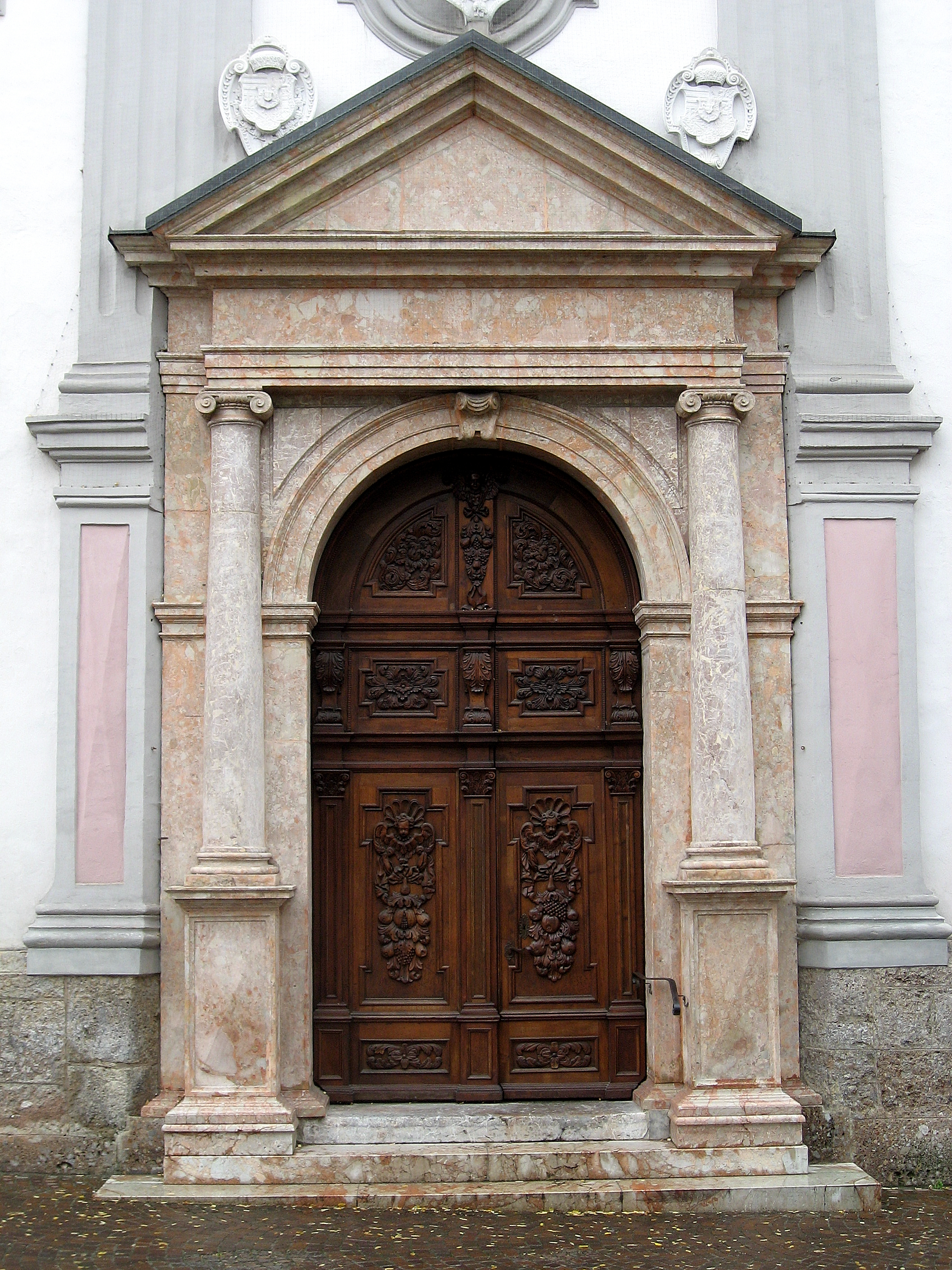
Il portone del convento femminile di Hall

Nel 1567 fu fondato il Collegium Virginum di Hall; qualche anno più tardi fu eretto l'edificio che ospita il convento dei Gesuiti e nel 1644 iniziò la costruzione del convento francescano. Un terremoto nel 1670 distrusse la maggior parte delle torri della città e provocò gravi danni: i piloni eretti per rafforzare le mura delle case nella città vecchia testimoniano ancora oggi dell'entità del sisma di allora.
Durante l'Impero austro-ungarico (1914) Hall è stata la base per il 4º battaglione del 4º reggimento dei Kaiserjäger tirolesi. Durante la seconda guerra mondiale furono causati gravi danni alla parte sud-ovest della città a causa del bombardamento della stazione ferroviaria. La città vecchia però rimase quasi intatta. Durante i lavori di restauro del reparto psichiatrico dell'ospedale regionale, nel 2010, furono ritrovate fosse comuni risalenti al periodo della seconda guerra mondiale. I corpi appartenevano a circa 220 persone vittime del programma di eutanasia nazista, l'Aktion T4.
Nel 1938 venne cambiato il nome della città in "Solbad Hall" perché si voleva fare di Hall una stazione termale, ma nel 1967 con la chiusura della miniera di sale tramontò anche l'idea della stazione termale e nel 1974 fu ripristinato il nome di "Hall in Tirol".

## Monumenti e luoghi d'interesse

### Architetture religiose

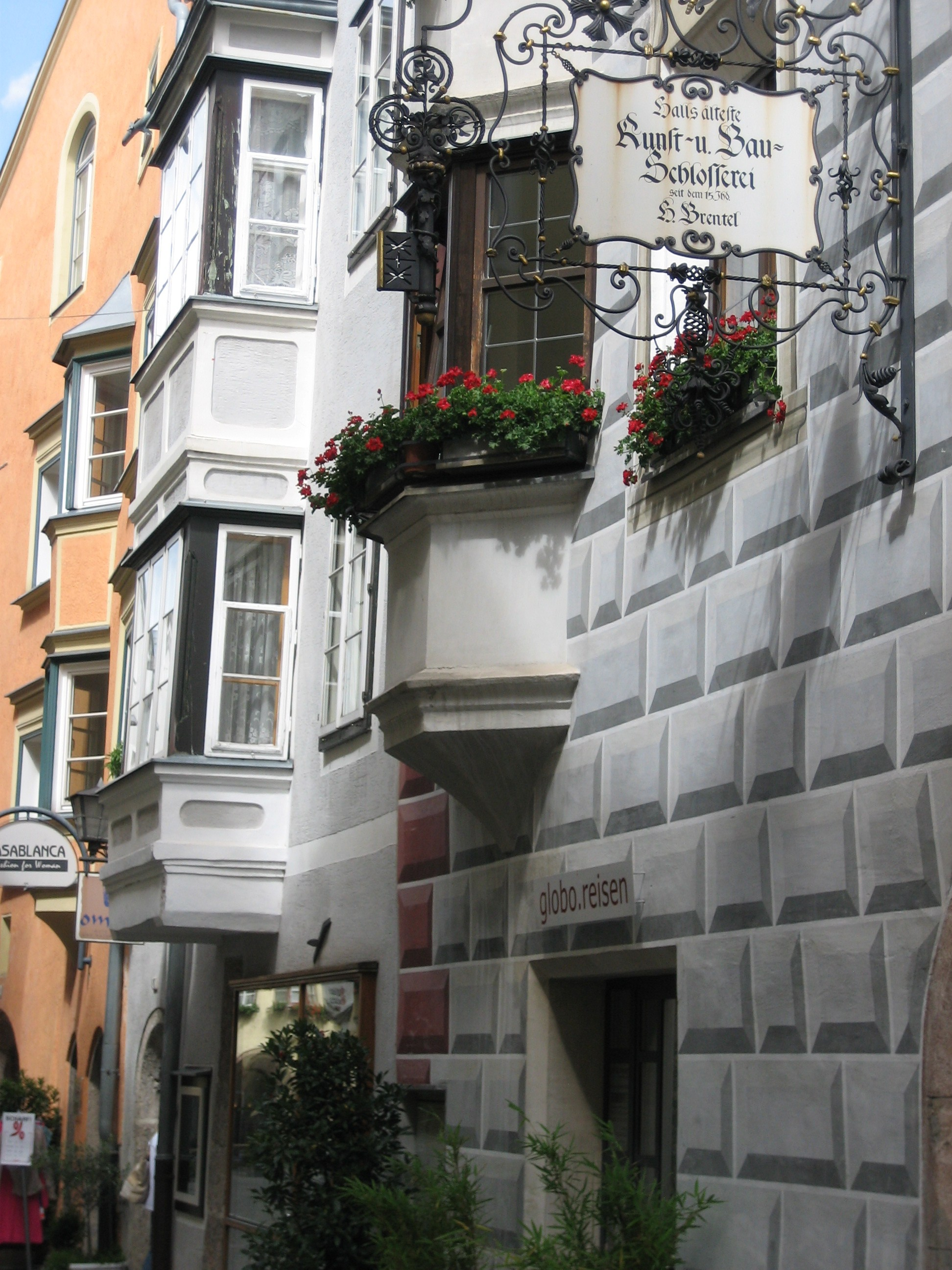
La centrale Schlöglstraße a Hall in Tirol

- Bovindi nelle tradizionali abitazioni in stile tirolese di Hall in TirolLa centrale Schlöglstraße a Hall in TirolParrocchiale di San Nicola (Pfarrkirche Sankt Nikolaus), gotica, sorge nella piazza superiore della città vecchia

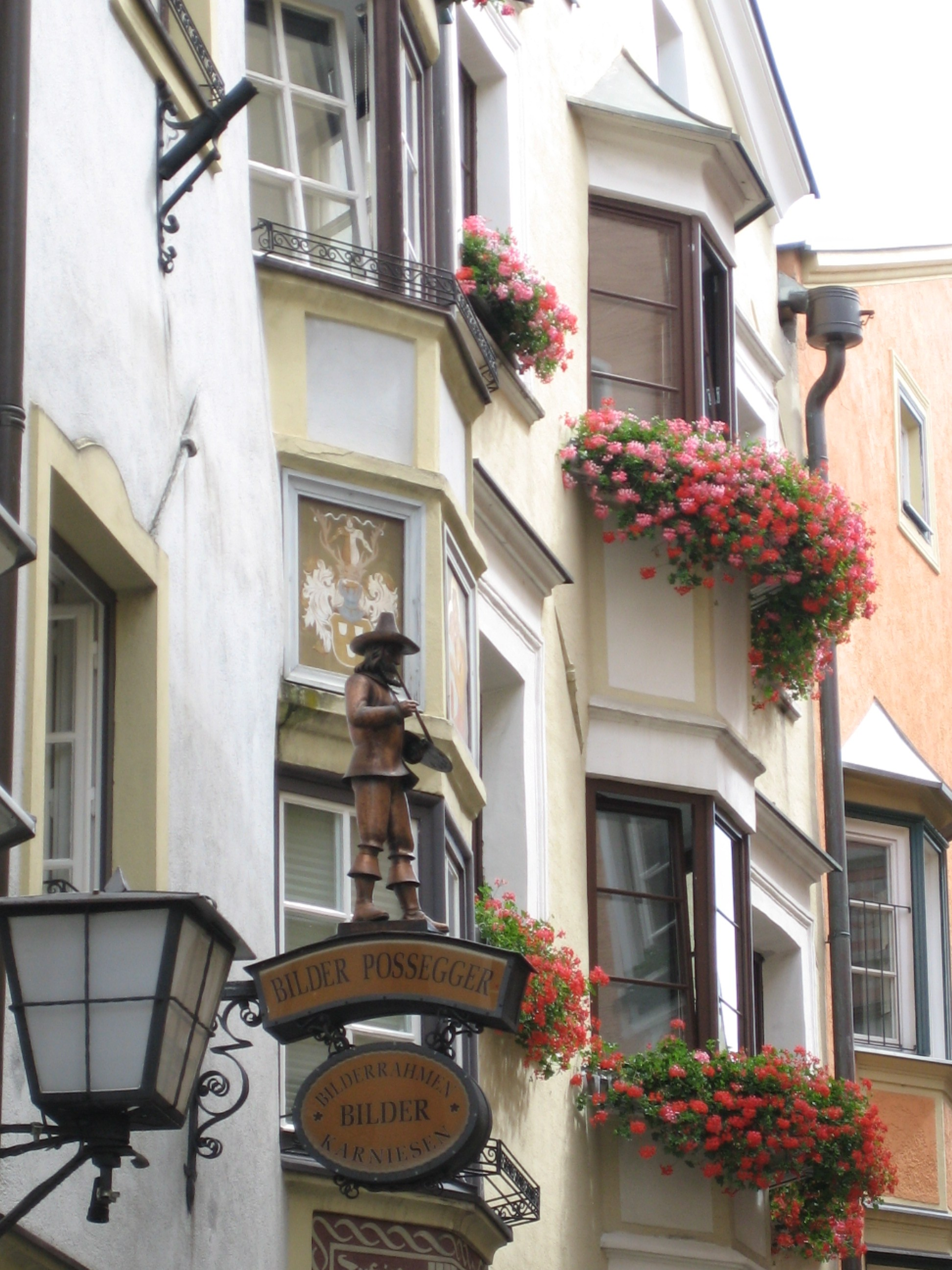
Bovindi nelle tradizionali abitazioni in stile tirolese di Hall in Tirol

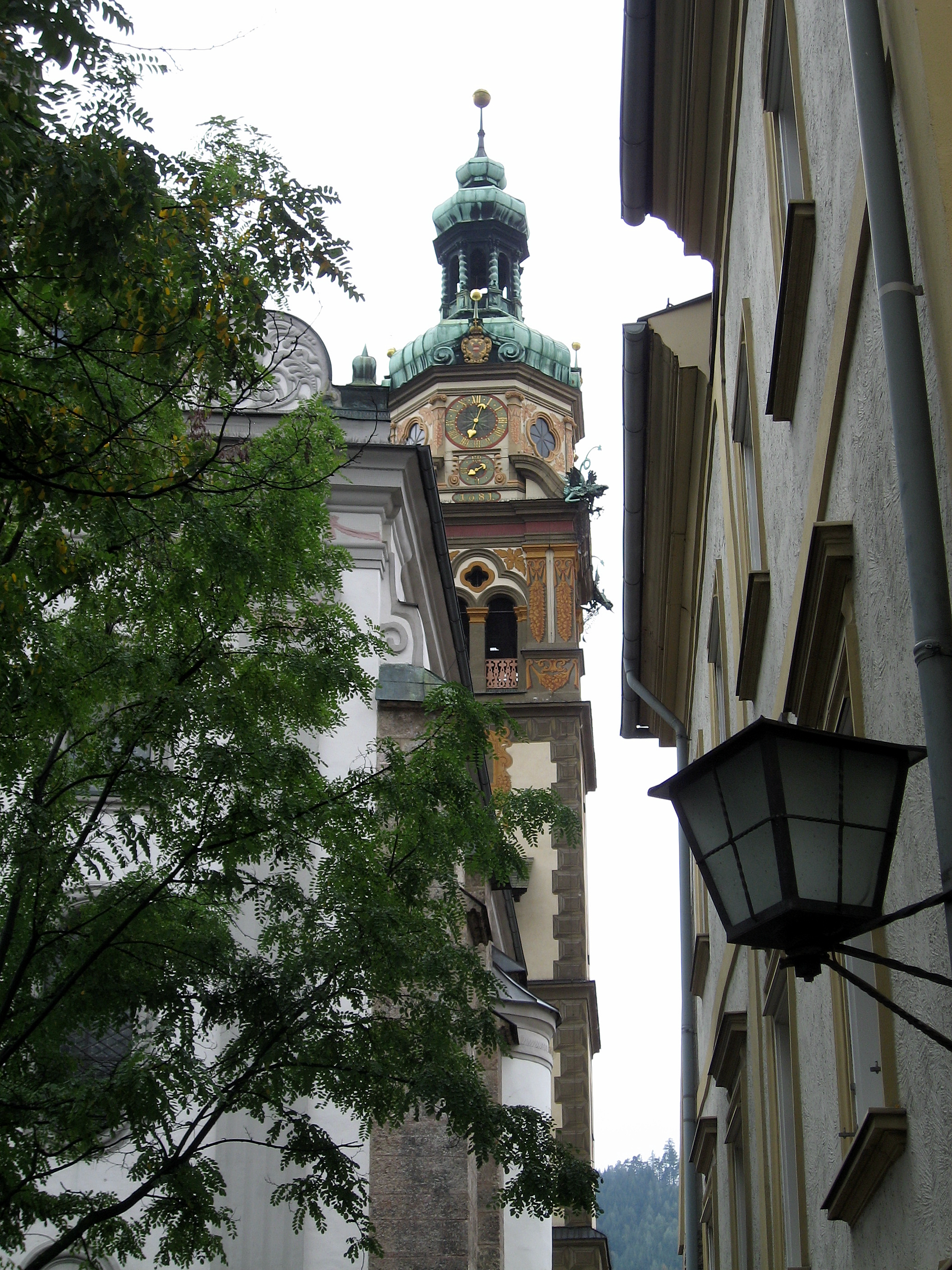
Scorcio della Basilica del Sacro Cuore

- Basilica del Sacro Cuore (Herz-Jesu-Basilika), sulla Stiftsplatz ("piazza del convento"), la cui facciata possiede elementi rinascimentali del tempo della sua costruzione. Dal luglio del 1914 ha la dignità di basilica minore[2]
- Chiesa di Ognissanti (Allerheiligenkirche), la vecchia chiesa dei Gesuiti (Jesuitenkirche) e la prima chiesa barocca nel Tirolo settentrionale
- Chiesa del Salvatore (Salvatorkirche), nella zona sud-est della città, ospita un dipinto del 1418 raffigurante il giudizio universale: questo dipinto è uno dei pochi dipinti del gotico classico del Tirolo settentrionale.

### Architetture civili
- Rocca di Hasegg (Burg Hasegg), iniziata nel XIV secolo per protezione della miniera, del traffico fluviale sull'Inn e sella strada romana, oggi ospita lo Stadtmuseum, il Museo Civico.

Edifici moderni possono essere trovati intorno alla città vecchia come l'insieme attorno al Kurpark. Qui è stata eretta la più recente torre della città, presso il Parkhotel Lois Welzenbacher.

### Tutele dei monumenti e archeologia cittadina

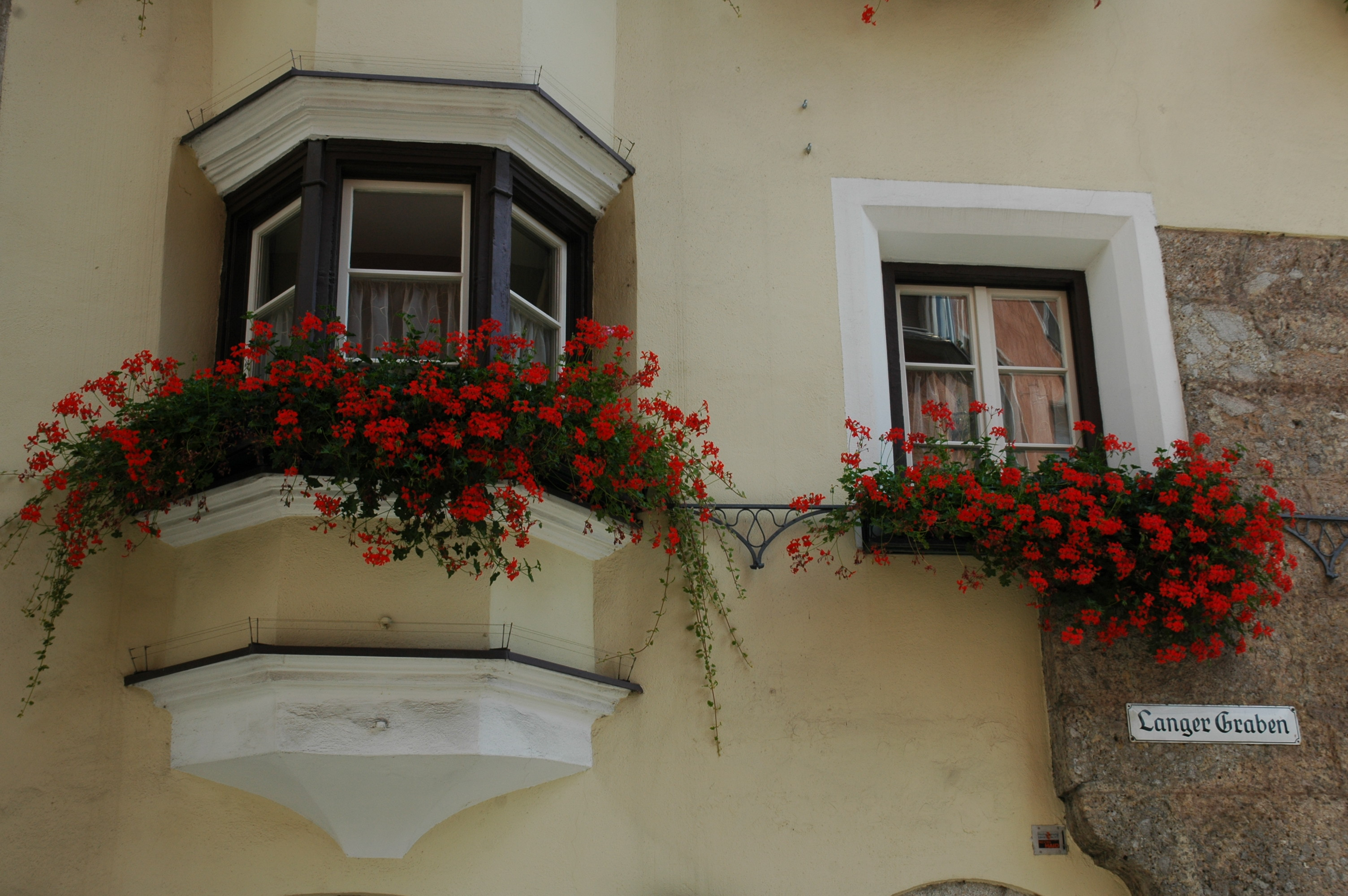
La centrale Langer Graben

Per la città, che dispone della più grande città vecchia medievale del Tirolo settentrionale, la tutela dei monumenti svolge un ruolo centrale: per i suoi sforzi di conservazione e restauro degli edifici storici ha ricevuto nel 1984 il primo premio della Repubblica austriaca per la tutela dei monumenti; nel 1986 ha ricevuto anche la bandiera europea per i suoi meriti nella tutela dei monumenti.
Hall è un membro dell'associazione delle piccole città storiche. La città intrattiene progetti interregionali in materia di tutela dei monumenti, in collaborazione con le città gemellate Sommacampagna o Segovia.
Dal 1996 la città di Hall dispone, prima città dell'Austria occidentale, di una proprio ente archeologico cittadino. Esso ha contribuito ad ampie conoscenze nella storia cittadina e regionale. Così sono state provate anche archeologicamente le ampie relazioni commerciali della città tra tardo Medioevo e inizio dell'Età moderna. Anche l'archivio cittadino, considerato il più grande archivio comunale dell'Austria, dispone di una grande varietà di atti, scritture e documenti, a partire dal conferimento del diritto civico nel 1303. Dal 2006 l'ente pubblica anche una propria seria, denominata Forum Hall in Tirol. Neues zur Geschichte der Stadt.

## Cultura

### Istruzione
Hall è sede dell'ateneo Private Universität für Gesundheitswissenschaften, Medizinische Informatik und Technik (UMIT).

### Musei

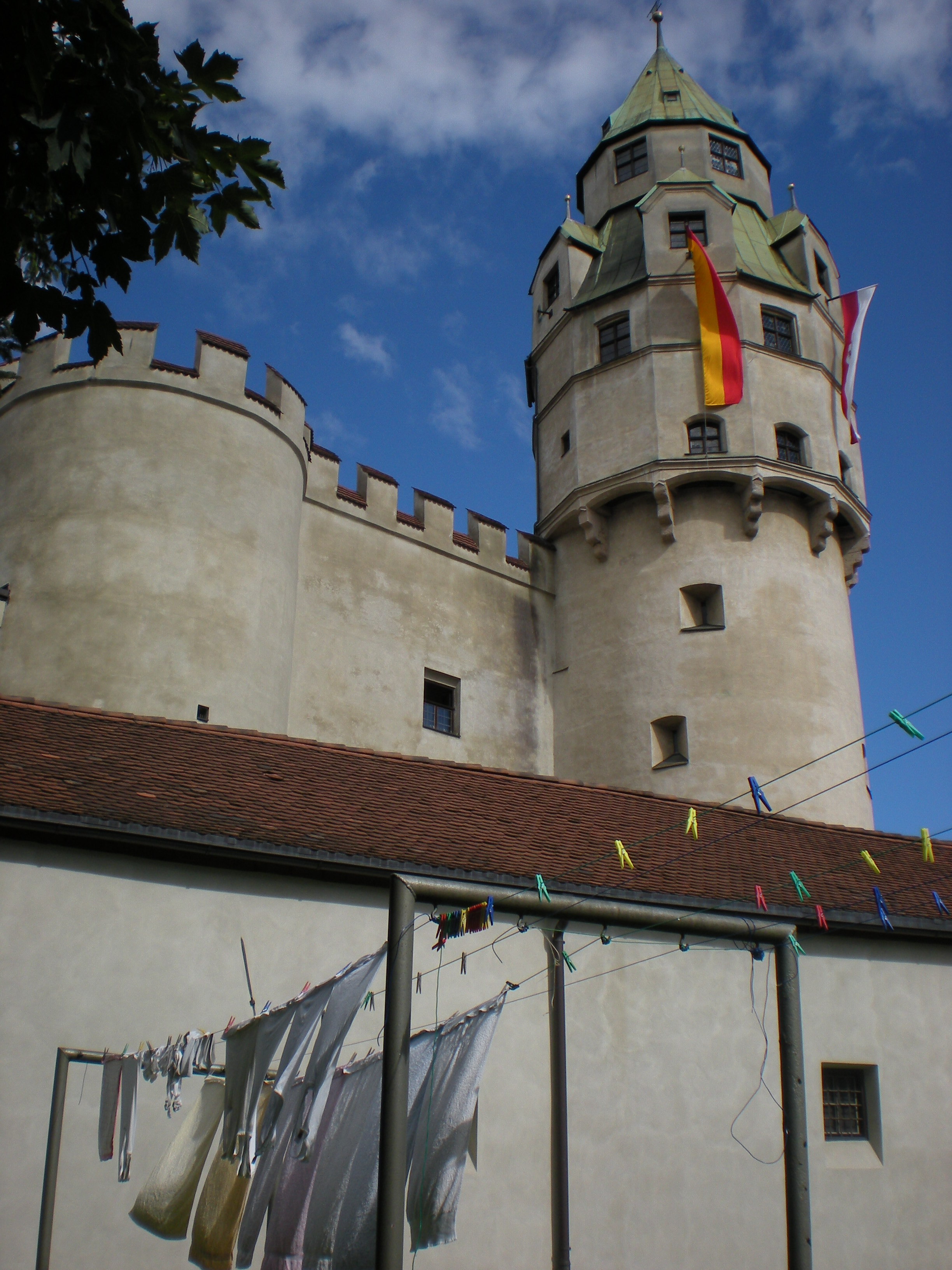
La Rocca di Hasegg.

Hall ospita più musei. La rocca di Hasegg, a sud della città, ospita l'antica zecca di Hall (aperta ai visitatori nel 2003) che illustra l'importante ruolo di Hall per lo sviluppo del conio in Europa. La torre della zecca all'interno ha due scale a chiocciola.
Dall'estate del 2007 anche l'ente archeologico cittadino è integrato nel circuito dei musei: il Stadtmuseum possiede numerosi tesori d'arte della storia cittadina.
Il museo delle miniere, nel centro storico della città, riproduce tra l'altro un cunicolo, pozzi e uno scivolo, illustrando il pesante lavoro nelle miniere di sale; l'edificio della ex "Schmalzwaage" un tempo era un magazzino per i prodotti naturali con quali veniva pagato una parte del salario dei minatori.

### Eventi
- Sprachsalz: Dal 2003 ogni anno in settembre vengono invitati venti autori da differenti Paesi per effettuare delle letture.

## Infrastrutture e trasporti
Tramite la linea S1 della S-Bahn del Tirolo è collegata ad Innsbruck. Inoltre Hall è servita da due entrate dell'autostrada A12 Inntal Autobahn. Via autobus Hall è collegata a Innsbruck (linee 4, S e D).

## Amministrazione
Hall è sede della pretura distrettuale.

### Gemellaggi
- Iserlohn, dal 1967[senza fonte]
- Winterthur, dal 1948[senza fonte]
- Sommacampagna[senza fonte]